# Nagrody Gildii Producentów i Reżyserów Telewizyjnych 1955
Nagrody Gildii Producentów i Reżyserów Telewizyjnych 1955 – pierwsza edycja Nagród Gildii Producentów i Reżyserów Telewizyjnych, od 1976 znanych jako Nagrody Telewizyjne Akademii Brytyjskiej, zorganizowana w 1955 roku. Nie ogłoszono nominacji, a jedynie zwycięzców w sześciu kategoriach. 

## Lista laureatów
- Najlepszy aktor: Paul Rogers
- Najlepsza aktorka: Googie Withers
- Najlepszy scenograf: Michael Yates(inne języki)
- Najlepsza osobowość: Mortimer Wheeler
- Najlepszy producent: Christian Sampson
- Najlepszy scenarzysta: Iaian McCormack